# الحود (ملحان)

تعديل مصدري - تعديل

الحود هي إحدى قرى عزلة بني وهب بمديرية ملحان التابعة لمحافظة المحويت، بلغ تعداد سكانها 425 نسمة حسب تعداد اليمن لعام 2004.